# Interlands Colombiaans voetbalelftal 1990-1999
Deze pagina toont een chronologisch en gedetailleerd overzicht van de interlands die het Colombiaans voetbalelftal speelde in de periode 1990 – 1999.

## Interlands

### 1990
|                                                     |                                       |       |          |                                                                             |
| 2 februari Orange Bowl Cup № 194 «onderlinge duels» | Uruguay                               | 2 – 0 | Colombia | Orange Bowl, Miami Toeschouwers: 25.392 Scheidsrechter: Vincent Mauro (USA) |
| 2 februari Orange Bowl Cup № 194 «onderlinge duels» | Pedro Pedrucci 78' William Castro 84' |       |          | Orange Bowl, Miami Toeschouwers: 25.392 Scheidsrechter: Vincent Mauro (USA) |

|                                                                       |                  |       |                  |                                                                             |
| 4 februari Orange Bowl Cup № 195 «onderlinge duels» 16:00 uur (UTC−5) | Verenigde Staten | 1 – 1 | Colombia         | Orange Bowl, Miami Toeschouwers: 15.231 Scheidsrechter: Vincent Mauro (USA) |
| 4 februari Orange Bowl Cup № 195 «onderlinge duels» 16:00 uur (UTC−5) | Eric Wynalda 4'  |       | 25' Luis Fajardo | Orange Bowl, Miami Toeschouwers: 15.231 Scheidsrechter: Vincent Mauro (USA) |

|                                                   |          |       |             |                                                                                          |
| 20 februari Marlboro Cup № 196 «onderlinge duels» | Colombia | 0 – 0 | Sovjet-Unie | Memorial Coliseum, Los Angeles Toeschouwers: 18.132 Scheidsrechter: Angelo Bratsis (USA) |
| 20 februari Marlboro Cup № 196 «onderlinge duels» |          |       |             | Memorial Coliseum, Los Angeles Toeschouwers: 18.132 Scheidsrechter: Angelo Bratsis (USA) |

|                                                     |                                                |       |          |                                                                                             |
| 17 april Vriendschappelijk № 197 «onderlinge duels» | Mexico                                         | 2 – 0 | Colombia | Memorial Coliseum, Los Angeles Toeschouwers: onbekend Scheidsrechter: Edward Cummings (USA) |
| 17 april Vriendschappelijk № 197 «onderlinge duels» | Luis Carlos Perea 2' (e.d.) Ricardo Peláez 39' |       |          | Memorial Coliseum, Los Angeles Toeschouwers: onbekend Scheidsrechter: Edward Cummings (USA) |

|                                                                       |                  |                    |          |                                                                           |
| 22 april Vriendschappelijk № 198 «onderlinge duels» 14:00 uur (UTC−4) | Verenigde Staten | 0 – 1              | Colombia | Orange Bowl, Miami Toeschouwers: 8.214 Scheidsrechter: Edson Curtis (BER) |
| 22 april Vriendschappelijk № 198 «onderlinge duels» 14:00 uur (UTC−4) |                  | 1' Miguel Guerrero |          | Orange Bowl, Miami Toeschouwers: 8.214 Scheidsrechter: Edson Curtis (BER) |

|                                                               |                                        |       |                   |                                                                                 |
| 4 mei Chicago Marlboro Cup № 199 «onderlinge duels» 21:00 uur | Colombia                               | 2 – 1 | Polen             | Comiskey Park, Chicago Toeschouwers: 2.912 Scheidsrechter: Angelo Bratsis (USA) |
| 4 mei Chicago Marlboro Cup № 199 «onderlinge duels» 21:00 uur | Carlos Estrada 11' Arnoldo Iguarán 18' |       | 36' Roman Kosecki | Comiskey Park, Chicago Toeschouwers: 2.912 Scheidsrechter: Angelo Bratsis (USA) |

|                                                   |                   |       |                   |                                                                    |
| 26 mei Vriendschappelijk № 200 «onderlinge duels» | Egypte            | 1 – 1 | Colombia          | Cairo Stadium, Caïro Toeschouwers: 60.000 Scheidsrechter: onbekend |
| 26 mei Vriendschappelijk № 200 «onderlinge duels» | Hossam Hassan 45' |       | 82' Freddy Rincón | Cairo Stadium, Caïro Toeschouwers: 60.000 Scheidsrechter: onbekend |

|                                                   |                                                      |       |                   |                                                                                   |
| 2 juni Vriendschappelijk № 201 «onderlinge duels» | Hongarije                                            | 3 – 1 | Colombia          | Fáy utcai Stadion, Boedapest Toeschouwers: 4.000 Scheidsrechter: Zvi Sharir (ISR) |
| 2 juni Vriendschappelijk № 201 «onderlinge duels» | György Bognár 6' Kálmán Kovács 14' Kálmán Kovács 73' |       | 30' Freddy Rincón | Fáy utcai Stadion, Boedapest Toeschouwers: 4.000 Scheidsrechter: Zvi Sharir (ISR) |

| WK voetbal 1990 |
| --------------- |

|                                                                |                    |           |                                          |                                                                                            |
| 9 juni WK-eindronde Groep D № 202 «onderlinge duels» 17:00 uur | Arabische Emiraten | 0 – 2     | Colombia                                 | Stadio Renato Dall'Ara, Bologna Toeschouwers: 30.791 Scheidsrechter: George Courtney (ENG) |
| 9 juni WK-eindronde Groep D № 202 «onderlinge duels» 17:00 uur |                    | (details) | 51' Bernardo Redin 86' Carlos Valderrama | Stadio Renato Dall'Ara, Bologna Toeschouwers: 30.791 Scheidsrechter: George Courtney (ENG) |

|                                                                 |          |           |                 |                                                                                          |
| 14 juni WK-eindronde Groep D № 203 «onderlinge duels» 17:00 uur | Colombia | 0 – 1     | Joegoslavië     | Stadio Renato Dall'Ara, Bologna Toeschouwers: 32.257 Scheidsrechter: Luigi Agnolin (ITA) |
| 14 juni WK-eindronde Groep D № 203 «onderlinge duels» 17:00 uur |          | (details) | 76' Davor Jozić | Stadio Renato Dall'Ara, Bologna Toeschouwers: 32.257 Scheidsrechter: Luigi Agnolin (ITA) |

|                                                                 |                       |           |                   |                                                                                       |
| 19 juni WK-eindronde Groep D № 204 «onderlinge duels» 17:00 uur | West-Duitsland        | 1 – 1     | Colombia          | Stadio Giuseppe Meazza, Milaan Toeschouwers: 72.510 Scheidsrechter: Alan Snoddy (NIR) |
| 19 juni WK-eindronde Groep D № 204 «onderlinge duels» 17:00 uur | Pierre Littbarski 88' | (details) | 90' Freddy Rincón | Stadio Giuseppe Meazza, Milaan Toeschouwers: 72.510 Scheidsrechter: Alan Snoddy (NIR) |

|                                                                        |                                   |           |                     |                                                                                  |
| 23 juni WK-eindronde Achtste finale № 205 «onderlinge duels» 17:00 uur | Kameroen                          | 2 – 1     | Colombia            | Stadio San Paolo, Napels Toeschouwers: 50.026 Scheidsrechter: Tulio Lanese (ITA) |
| 23 juni WK-eindronde Achtste finale № 205 «onderlinge duels» 17:00 uur | Roger Milla 106' Roger Milla 108' | (details) | 117' Bernardo Redin | Stadio San Paolo, Napels Toeschouwers: 50.026 Scheidsrechter: Tulio Lanese (ITA) |

|  |  |  |  |  |  |  |  |  |

### 1991
|                                                       |        |       |          |                                                                                    |
| 29 januari Vriendschappelijk № 206 «onderlinge duels» | Mexico | 0 – 0 | Colombia | Estadio Nou Camp, León Toeschouwers: onbekend Scheidsrechter: Robert Sawtell (CAN) |
| 29 januari Vriendschappelijk № 206 «onderlinge duels» |        |       |          | Estadio Nou Camp, León Toeschouwers: onbekend Scheidsrechter: Robert Sawtell (CAN) |

|                                               |                                       |       |                                                   |                                                                             |
| 3 februari Miami Cup № 207 «onderlinge duels» | Colombia                              | 2 – 3 | Zwitserland                                       | Orange Bowl, Miami Toeschouwers: 5.107 Scheidsrechter: Raul Dominguez (USA) |
| 3 februari Miami Cup № 207 «onderlinge duels» | Antony de Ávila 28' Freddy Rincón 38' |       | 43' Marcel Koller 57' Beat Sutter 76' Beat Sutter | Orange Bowl, Miami Toeschouwers: 5.107 Scheidsrechter: Raul Dominguez (USA) |

|                                                   |                                       |       |                                       |                                                                                     |
| 5 juni Vriendschappelijk № 208 «onderlinge duels» | Zweden                                | 2 – 2 | Colombia                              | Råsunda Stadion, Stockholm Toeschouwers: 12.261 Scheidsrechter: Simo Ruokonen (FIN) |
| 5 juni Vriendschappelijk № 208 «onderlinge duels» | Tomas Brolin 32' Kennet Andersson 73' |       | 62' Freddy Rincón 71' Arnoldo Iguarán | Råsunda Stadion, Stockholm Toeschouwers: 12.261 Scheidsrechter: Simo Ruokonen (FIN) |

|                                                    |            |                     |          |                                                                                                   |
| 25 juni Vriendschappelijk № 209 «onderlinge duels» | Costa Rica | 0 – 1               | Colombia | Estadio Nacional de Costa Rica, San José Toeschouwers: 5.000 Scheidsrechter: Carlos Arrieta (CRC) |
| 25 juni Vriendschappelijk № 209 «onderlinge duels» |            | 28' Antony de Ávila |          | Estadio Nacional de Costa Rica, San José Toeschouwers: 5.000 Scheidsrechter: Carlos Arrieta (CRC) |

| Copa América 1991 |
| ----------------- |

|                                                      |                     |       |         |                                                                                         |
| 7 juli Copa América Groep B № 210 «onderlinge duels» | Colombia            | 1 – 0 | Ecuador | Estadio Playa Ancha, Valparaíso Toeschouwers: 15.000 Scheidsrechter: Juan Escobar (PAR) |
| 7 juli Copa América Groep B № 210 «onderlinge duels» | Antony de Ávila 25' |       |         | Estadio Playa Ancha, Valparaíso Toeschouwers: 15.000 Scheidsrechter: Juan Escobar (PAR) |

|                                                       |          |       |         |                                                                                             |
| 11 juli Copa América Groep B № 211 «onderlinge duels» | Colombia | 0 – 0 | Bolivia | Estadio Sausalito, Viña del Mar Toeschouwers: 15.000 Scheidsrechter: Francisco Farias (VEN) |
| 11 juli Copa América Groep B № 211 «onderlinge duels» |          |       |         | Estadio Sausalito, Viña del Mar Toeschouwers: 15.000 Scheidsrechter: Francisco Farias (VEN) |

|                                                       |          |                                         |          |                                                                                          |
| 13 juli Copa América Groep B № 212 «onderlinge duels» | Brazilië | 0 – 2                                   | Colombia | Estadio Sausalito, Viña del Mar Toeschouwers: 15.000 Scheidsrechter: Carlos Maciel (PAR) |
| 13 juli Copa América Groep B № 212 «onderlinge duels» |          | 35' Antony de Ávila 66' Arnoldo Iguarán |          | Estadio Sausalito, Viña del Mar Toeschouwers: 15.000 Scheidsrechter: Carlos Maciel (PAR) |

|                                                       |                  |       |          |                                                                                                |
| 15 juli Copa América Groep B № 213 «onderlinge duels» | Uruguay          | 1 – 0 | Colombia | Estadio Sausalito, Viña del Mar Toeschouwers: 30.000 Scheidsrechter: Juan Carlos Loustau (ARG) |
| 15 juli Copa América Groep B № 213 «onderlinge duels» | Peter Méndez 19' |       |          | Estadio Sausalito, Viña del Mar Toeschouwers: 30.000 Scheidsrechter: Juan Carlos Loustau (ARG) |

|                                                           |                   |       |                     |                                                                                       |
| 17 juli Copa América Finaleronde № 214 «onderlinge duels» | Chili             | 1 – 1 | Colombia            | Estadio Nacional, Santiago Toeschouwers: 65.000 Scheidsrechter: Ernesto Filippi (URU) |
| 17 juli Copa América Finaleronde № 214 «onderlinge duels» | Iván Zamorano 74' |       | 37' Arnoldo Iguarán | Estadio Nacional, Santiago Toeschouwers: 65.000 Scheidsrechter: Ernesto Filippi (URU) |

|                                                           |          |                                     |          |                                                                                              |
| 19 juli Copa América Finaleronde № 215 «onderlinge duels» | Colombia | 0 – 2                               | Brazilië | Estadio Nacional, Santiago Toeschouwers: 75.000 Scheidsrechter: Juan Francisco Ramírez (PER) |
| 19 juli Copa América Finaleronde № 215 «onderlinge duels» |          | 29' Renato Gaucho 76' (pen.) Branco |          | Estadio Nacional, Santiago Toeschouwers: 75.000 Scheidsrechter: Juan Francisco Ramírez (PER) |

|                                                           |                                         |       |                     |                                                                                    |
| 21 juli Copa América Finaleronde № 216 «onderlinge duels» | Argentinië                              | 2 – 1 | Colombia            | Estadio Nacional, Santiago Toeschouwers: 50.000 Scheidsrechter: Juan Escobar (PAR) |
| 21 juli Copa América Finaleronde № 216 «onderlinge duels» | Diego Simeone 11' Gabriel Batistuta 19' |       | 70' Antony de Ávila | Estadio Nacional, Santiago Toeschouwers: 50.000 Scheidsrechter: Juan Escobar (PAR) |

### 1992
|                                              |                  |                     |          |                                                                                              |
| 31 juli Amistad Cup № 217 «onderlinge duels» | Verenigde Staten | 0 – 1               | Colombia | Memorial Coliseum, Los Angeles Toeschouwers: 28.651 Scheidsrechter: José Antonio Garza (MEX) |
| 31 juli Amistad Cup № 217 «onderlinge duels» |                  | 33' Adolfo Valencia |          | Memorial Coliseum, Los Angeles Toeschouwers: 28.651 Scheidsrechter: José Antonio Garza (MEX) |

|                                                 |        |       |          |                                                                                          |
| 2 augustus Amistad Cup № 218 «onderlinge duels» | Mexico | 0 – 0 | Colombia | Memorial Coliseum, Los Angeles Toeschouwers: 17.021 Scheidsrechter: Raul Dominguez (USA) |
| 2 augustus Amistad Cup № 218 «onderlinge duels» |        |       |          | Memorial Coliseum, Los Angeles Toeschouwers: 17.021 Scheidsrechter: Raul Dominguez (USA) |

### 1993
|                                                        |           |       |          |                                                                                             |
| 24 februari Vriendschappelijk № 219 «onderlinge duels» | Venezuela | 0 – 0 | Colombia | Estadio Pueblo Nuevo, San Cristobál Toeschouwers: 10.000 Scheidsrechter: Elías Jácome (ECU) |
| 24 februari Vriendschappelijk № 219 «onderlinge duels» |           |       |          | Estadio Pueblo Nuevo, San Cristobál Toeschouwers: 10.000 Scheidsrechter: Elías Jácome (ECU) |

|                                                     |                                                                                |       |                            |                                                                                                 |
| 31 maart Vriendschappelijk № 220 «onderlinge duels» | Colombia                                                                       | 4 – 1 | Costa Rica                 | Estadio Anastasio Girardot, Medellín Toeschouwers: 3.908 Scheidsrechter: John Toro Rendón (COL) |
| 31 maart Vriendschappelijk № 220 «onderlinge duels» | Adolfo Valencia 31' Antony de Ávila 37' Adolfo Valencia 53' Víctor Pacheco 75' |       | 41' (pen.) Rolando Fonseca | Estadio Anastasio Girardot, Medellín Toeschouwers: 3.908 Scheidsrechter: John Toro Rendón (COL) |

|                                                  |                  |       |                                       |                                                                                 |
| 8 mei Vriendschappelijk № 221 «onderlinge duels» | Verenigde Staten | 1 – 2 | Colombia                              | Orange Bowl, Miami Toeschouwers: 17.652 Scheidsrechter: Pascual Rebolledo (MEX) |
| 8 mei Vriendschappelijk № 221 «onderlinge duels» | Alexi Lalas 14'  |       | 37' Adolfo Valencia 68' Alexis García | Orange Bowl, Miami Toeschouwers: 17.652 Scheidsrechter: Pascual Rebolledo (MEX) |

|                                                   |                  |       |                  |                                                                                          |
| 21 mei Vriendschappelijk № 222 «onderlinge duels» | Colombia         | 1 – 1 | Venezuela        | Estadio El Campín, Bogota Toeschouwers: 38.000 Scheidsrechter: Armando Pérez Hoyos (COL) |
| 21 mei Vriendschappelijk № 222 «onderlinge duels» | Alexis García 9' |       | 43' Stalin Rivas | Estadio El Campín, Bogota Toeschouwers: 38.000 Scheidsrechter: Armando Pérez Hoyos (COL) |

|                                                   |                    |       |                        |                                                                                          |
| 30 mei Vriendschappelijk № 223 «onderlinge duels» | Chili              | 1 – 1 | Colombia               | Estadio Nacional, Santiago Toeschouwers: 3.500 Scheidsrechter: Salvador Imperatore (CHI) |
| 30 mei Vriendschappelijk № 223 «onderlinge duels» | Fabián Guevara 48' |       | 71' Víctor Aristizábal | Estadio Nacional, Santiago Toeschouwers: 3.500 Scheidsrechter: Salvador Imperatore (CHI) |

|                                                   |                       |       |       |                                                                                    |
| 6 juni Vriendschappelijk № 224 «onderlinge duels» | Colombia              | 1 – 0 | Chili | Estadio El Campín, Bogota Toeschouwers: 35.000 Scheidsrechter: Zuluaga Vasco (COL) |
| 6 juni Vriendschappelijk № 224 «onderlinge duels» | Faustino Asprilla 55' |       |       | Estadio El Campín, Bogota Toeschouwers: 35.000 Scheidsrechter: Zuluaga Vasco (COL) |

| Copa América 1993 |
| ----------------- |

|                                                       |                                            |       |                        |                                                                                    |
| 16 juni Copa América Groep C № 225 «onderlinge duels» | Colombia                                   | 2 – 1 | Mexico                 | Estadio 9 de Mayo, Machala Toeschouwers: 20.000 Scheidsrechter: Jorge Nieves (URU) |
| 16 juni Copa América Groep C № 225 «onderlinge duels» | Adolfo Valencia 35' Víctor Aristizábal 87' |       | 57' Luis Roberto Alves | Estadio 9 de Mayo, Machala Toeschouwers: 20.000 Scheidsrechter: Jorge Nieves (URU) |

|                                                       |                             |       |                      |                                                                                      |
| 20 juni Copa América Groep C № 226 «onderlinge duels» | Colombia                    | 1 – 1 | Bolivia              | Estadio 9 de Mayo, Machala Toeschouwers: 11.000 Scheidsrechter: Márcio Rezende (BRA) |
| 20 juni Copa América Groep C № 226 «onderlinge duels» | Orlando Maturana 18' (pen.) |       | 14' Marco Etcheverry | Estadio 9 de Mayo, Machala Toeschouwers: 11.000 Scheidsrechter: Márcio Rezende (BRA) |

|                                                       |                  |       |                  |                                                                                             |
| 23 juni Copa América Groep C № 227 «onderlinge duels» | Argentinië       | 1 – 1 | Colombia         | Estadio George Capwell, Guayaquil Toeschouwers: 45.000 Scheidsrechter: Márcio Rezende (BRA) |
| 23 juni Copa América Groep C № 227 «onderlinge duels» | Diego Simeone 2' |       | 5' Freddy Rincón | Estadio George Capwell, Guayaquil Toeschouwers: 45.000 Scheidsrechter: Márcio Rezende (BRA) |

|                                                           |                                                                                 |       |                                                           |                                                                                       |
| 26 juni Copa América Kwartfinale № 228 «onderlinge duels» | Colombia                                                                        | 1 – 1 | Uruguay                                                   | Estadio Monumental, Guayaquil Toeschouwers: 10.000 Scheidsrechter: Juan Escobar (PAR) |
| 26 juni Copa América Kwartfinale № 228 «onderlinge duels» | Luis Carlos Perea 88'                                                           |       | 63' Marcelo Saralegui                                     | Estadio Monumental, Guayaquil Toeschouwers: 10.000 Scheidsrechter: Juan Escobar (PAR) |
| 26 juni Copa América Kwartfinale № 228 «onderlinge duels» | Strafschoppen                                                                   |       |                                                           | Estadio Monumental, Guayaquil Toeschouwers: 10.000 Scheidsrechter: Juan Escobar (PAR) |
| 26 juni Copa América Kwartfinale № 228 «onderlinge duels» | Faustino Asprilla Alexis Mendoza Carlos Valderrama Wilson Pérez Adolfo Valencia | 5 – 3 | Walter Peletti Marcelo Saralegui Eber Moas Robert Siboldi | Estadio Monumental, Guayaquil Toeschouwers: 10.000 Scheidsrechter: Juan Escobar (PAR) |

|                                                           |                                                                                                 |       |                                                                                                  |                                                                                       |
| 1 juli Copa América Halve finale № 229 «onderlinge duels» | Argentinië                                                                                      | 0 – 0 | Colombia                                                                                         | Estadio Monumental, Guayaquil Toeschouwers: 15.000 Scheidsrechter: Jorge Nieves (URU) |
| 1 juli Copa América Halve finale № 229 «onderlinge duels» |                                                                                                 |       |                                                                                                  | Estadio Monumental, Guayaquil Toeschouwers: 15.000 Scheidsrechter: Jorge Nieves (URU) |
| 1 juli Copa América Halve finale № 229 «onderlinge duels» | Strafschoppen                                                                                   |       |                                                                                                  | Estadio Monumental, Guayaquil Toeschouwers: 15.000 Scheidsrechter: Jorge Nieves (URU) |
| 1 juli Copa América Halve finale № 229 «onderlinge duels» | Néstor Gorosito Gabriel Batistuta Diego Simeone Leonardo Rodríguez Alberto Acosta Jorge Borelli | 6 – 5 | Freddy Rincón Faustino Asprilla Alexis Mendoza Wilson Pérez Carlos Valderrama Víctor Aristizábal | Estadio Monumental, Guayaquil Toeschouwers: 15.000 Scheidsrechter: Jorge Nieves (URU) |

|                                                           |                     |       |         |                                                                                                  |
| 3 juli Copa América Troostfinale № 230 «onderlinge duels» | Colombia            | 1 – 0 | Ecuador | Estadio Reales Tamarindos, Portoviejo Toeschouwers: 18.000 Scheidsrechter: Alvaro Arboleda (VEN) |
| 3 juli Copa América Troostfinale № 230 «onderlinge duels» | Adolfo Valencia 86' |       |         | Estadio Reales Tamarindos, Portoviejo Toeschouwers: 18.000 Scheidsrechter: Alvaro Arboleda (VEN) |

|  |  |  |  |  |  |  |  |  |

|                                                     |          |       |          |                                                                                                 |
| 1 augustus WK-kwalificatie № 231 «onderlinge duels» | Colombia | 0 – 0 | Paraguay | Estadio Metropolitano, Barranquilla Toeschouwers: 70.000 Scheidsrechter: Renato Marsiglia (BRA) |
| 1 augustus WK-kwalificatie № 231 «onderlinge duels» |          |       |          | Estadio Metropolitano, Barranquilla Toeschouwers: 70.000 Scheidsrechter: Renato Marsiglia (BRA) |

|                                                     |      |                   |          |                                                                                 |
| 8 augustus WK-kwalificatie № 232 «onderlinge duels» | Peru | 0 – 1             | Colombia | Estadio Nacional, Lima Toeschouwers: 25.000 Scheidsrechter: Alfredo Rodas (ECU) |
| 8 augustus WK-kwalificatie № 232 «onderlinge duels» |      | 45' Freddy Rincón |          | Estadio Nacional, Lima Toeschouwers: 25.000 Scheidsrechter: Alfredo Rodas (ECU) |

|                                                      |                                        |       |                        | |
| 15 augustus WK-kwalificatie № 233 «onderlinge duels» | Colombia                               | 2 – 1 | Argentinië             | Estadio Metropolitano, Barranquilla Toeschouwers: 70.000 Scheidsrechter: José Aparecido Oliveira (BRA) |
| 15 augustus WK-kwalificatie № 233 «onderlinge duels» | Iván Valenciano 2' Adolfo Valencia 52' |       | 87' Ramón Medina Bello | Estadio Metropolitano, Barranquilla Toeschouwers: 70.000 Scheidsrechter: José Aparecido Oliveira (BRA) |

|                                                      |                       |       |                   |                                                                                                  |
| 22 augustus WK-kwalificatie № 234 «onderlinge duels» | Paraguay              | 1 – 1 | Colombia          | Estadio Defensores del Chaco, Asunción Toeschouwers: 30.000 Scheidsrechter: Márcio Rezende (BRA) |
| 22 augustus WK-kwalificatie № 234 «onderlinge duels» | Catalino Rivarola 54' |       | 22' Freddy Rincón | Estadio Defensores del Chaco, Asunción Toeschouwers: 30.000 Scheidsrechter: Márcio Rezende (BRA) |

|                                                      |                                                                           |       |      |                                                                                           |
| 29 augustus WK-kwalificatie № 235 «onderlinge duels» | Colombia                                                                  | 4 – 0 | Peru | Estadio Metropolitano, Barranquilla Toeschouwers: 70.000 Scheidsrechter: Pablo Peña (BOL) |
| 29 augustus WK-kwalificatie № 235 «onderlinge duels» | Iván Valenciano 30' Freddy Rincón 45' Alexis Mendoza 66' Wilson Pérez 76' |       |      | Estadio Metropolitano, Barranquilla Toeschouwers: 70.000 Scheidsrechter: Pablo Peña (BOL) |

|                                                      |            | |          |                                                                                             |
| 5 september WK-kwalificatie № 236 «onderlinge duels» | Argentinië | 0 – 5                                                                                               | Colombia | Estadio Monumental, Buenos Aires Toeschouwers: 53.000 Scheidsrechter: Ernesto Filippi (URU) |
| 5 september WK-kwalificatie № 236 «onderlinge duels» |            | 41' Freddy Rincón 50' Faustino Asprilla 74' Freddy Rincón 75' Faustino Asprilla 85' Adolfo Valencia |          | Estadio Monumental, Buenos Aires Toeschouwers: 53.000 Scheidsrechter: Ernesto Filippi (URU) |

### 1994
|                                                       |                     |       |                                           |                                                                                          |
| 28 januari Vriendschappelijk № 237 «onderlinge duels» | Venezuela           | 1 – 2 | Colombia                                  | Estadio La Carolina, Barinas Toeschouwers: 12.000 Scheidsrechter: Nelson Rodríguez (VEN) |
| 28 januari Vriendschappelijk № 237 «onderlinge duels» | Edson Rodríguez 61' |       | 8' John Jairo Tréllez 64' Iván Valenciano | Estadio La Carolina, Barinas Toeschouwers: 12.000 Scheidsrechter: Nelson Rodríguez (VEN) |

|                                                       |                   |       |                     |                                                                                        |
| 6 februari Vriendschappelijk № 238 «onderlinge duels» | Saoedi-Arabië     | 1 – 1 | Colombia            | Prins Abdullah al-Faisal Stadion, Jeddah Toeschouwers: 20.000 Scheidsrechter: onbekend |
| 6 februari Vriendschappelijk № 238 «onderlinge duels» | Saeed Owairan 55' |       | 21' Iván Valenciano | Prins Abdullah al-Faisal Stadion, Jeddah Toeschouwers: 20.000 Scheidsrechter: onbekend |

|                                                       |               |                        |          |                                                                                        |
| 9 februari Vriendschappelijk № 239 «onderlinge duels» | Saoedi-Arabië | 0 – 1                  | Colombia | Prins Abdullah al-Faisal Stadion, Jeddah Toeschouwers: 15.000 Scheidsrechter: onbekend |
| 9 februari Vriendschappelijk № 239 «onderlinge duels» |               | 33' Víctor Aristizábal |          | Prins Abdullah al-Faisal Stadion, Jeddah Toeschouwers: 15.000 Scheidsrechter: onbekend |

|                                                     |          |       |        |                                                                           |
| 18 februari Joe Robbie Cup № 240 «onderlinge duels» | Colombia | 0 – 0 | Zweden | Orange Bowl, Miami Toeschouwers: 15.676 Scheidsrechter: Helder Dias (USA) |
| 18 februari Joe Robbie Cup № 240 «onderlinge duels» |          |       |        | Orange Bowl, Miami Toeschouwers: 15.676 Scheidsrechter: Helder Dias (USA) |

|                                                     |                                             |       |         |                                                                             |
| 20 februari Joe Robbie Cup № 241 «onderlinge duels» | Colombia                                    | 2 – 0 | Bolivia | Orange Bowl, Miami Toeschouwers: 20.171 Scheidsrechter: Jack d'Aquila (USA) |
| 20 februari Joe Robbie Cup № 241 «onderlinge duels» | Miguel Asprilla 29' Wilson Pérez 77' (pen.) |       |         | Orange Bowl, Miami Toeschouwers: 20.171 Scheidsrechter: Jack d'Aquila (USA) |

|                                                        |                                         |       |                                      |                                                                                        |
| 26 februari Vriendschappelijk № 242 «onderlinge duels» | Colombia                                | 2 – 2 | Zuid-Korea                           | Weingart Stadium, Los Angeles Toeschouwers: 12.000 Scheidsrechter: Joshua Patlak (USA) |
| 26 februari Vriendschappelijk № 242 «onderlinge duels» | Alex Escobar 73' Víctor Aristizábal 85' |       | 55' Kim Pan-Geun 66' Hwang Seon-Hong | Weingart Stadium, Los Angeles Toeschouwers: 12.000 Scheidsrechter: Joshua Patlak (USA) |

|                                                    |        |       |          |                                                                                            |
| 2 maart Vriendschappelijk № 243 «onderlinge duels» | Mexico | 0 – 0 | Colombia | Estadio Azteca, Mexico-Stad Toeschouwers: 80.000 Scheidsrechter: Eduardo Dluzinewski (URU) |
| 2 maart Vriendschappelijk № 243 «onderlinge duels» |        |       |          | Estadio Azteca, Mexico-Stad Toeschouwers: 80.000 Scheidsrechter: Eduardo Dluzinewski (URU) |

|                                                    |          |                  |         | |
| 7 april Vriendschappelijk № 244 «onderlinge duels» | Colombia | 0 – 1            | Bolivia | Estadio Manuel Calle Lombana, Villavicencio Toeschouwers: 15.000 Scheidsrechter: Felipe Russi (COL) |
| 7 april Vriendschappelijk № 244 «onderlinge duels» |          | 52' Mario Pinedo |         | Estadio Manuel Calle Lombana, Villavicencio Toeschouwers: 15.000 Scheidsrechter: Felipe Russi (COL) |

|                                                     |                    |       |         |                                                                                         |
| 17 april Vriendschappelijk № 245 «onderlinge duels» | Colombia           | 1 – 0 | Nigeria | Estadio Centenario, Armenia Toeschouwers: 10.000 Scheidsrechter: Boulos Zimmerman (USA) |
| 17 april Vriendschappelijk № 245 «onderlinge duels» | Antony de Ávila 3' |       |         | Estadio Centenario, Armenia Toeschouwers: 10.000 Scheidsrechter: Boulos Zimmerman (USA) |

|                                          |                   |       |      |                                                                  |
| 3 mei Miami Cup № 246 «onderlinge duels» | Colombia          | 1 – 0 | Peru | Orange Bowl, Miami Toeschouwers: 10.000 Scheidsrechter: onbekend |
| 3 mei Miami Cup № 246 «onderlinge duels» | Harold Lozano 61' |       |      | Orange Bowl, Miami Toeschouwers: 10.000 Scheidsrechter: onbekend |

|                                          |                                                           |       |             |                                                                          |
| 5 mei Miami Cup № 247 «onderlinge duels» | Colombia                                                  | 3 – 0 | El Salvador | Orange Bowl, Miami Toeschouwers: 8.000 Scheidsrechter: Helder Dias (USA) |
| 5 mei Miami Cup № 247 «onderlinge duels» | Antony de Ávila 53' Iván Valenciano 65' Harold Lozano 85' |       |             | Orange Bowl, Miami Toeschouwers: 8.000 Scheidsrechter: Helder Dias (USA) |

|                                                   |                                      |       |               |                                                                                         |
| 3 juni Vriendschappelijk № 248 «onderlinge duels» | Colombia                             | 2 – 0 | Noord-Ierland | Foxborough Stadium, Foxborough Toeschouwers: 21.153 Scheidsrechter: Jack d'Aquila (USA) |
| 3 juni Vriendschappelijk № 248 «onderlinge duels» | Wilson Pérez 30' Adolfo Valencia 44' |       |               | Foxborough Stadium, Foxborough Toeschouwers: 21.153 Scheidsrechter: Jack d'Aquila (USA) |

|                                                   |                                      |       |             |                                                                                        |
| 5 juni Vriendschappelijk № 249 «onderlinge duels» | Colombia                             | 2 – 0 | Griekenland | Giants Stadium, East Rutherford Toeschouwers: 73.000 Scheidsrechter: Helder Dias (USA) |
| 5 juni Vriendschappelijk № 249 «onderlinge duels» | Hermán Gaviria 49' Freddy Rincón 68' |       |             | Giants Stadium, East Rutherford Toeschouwers: 73.000 Scheidsrechter: Helder Dias (USA) |

| WK voetbal 1994 |
| --------------- |

|                                                                 |                     |           |                                                             |                                                                                |
| 18 juni WK-eindronde Groep A № 250 «onderlinge duels» 16:35 uur | Colombia            | 1 – 3     | Roemenië                                                    | Rose Bowl, Pasadena Toeschouwers: 91.856 Scheidsrechter: Jamal Al-Sharif (SYR) |
| 18 juni WK-eindronde Groep A № 250 «onderlinge duels» 16:35 uur | Adolfo Valencia 43' | (details) | 16' Florin Răducioiu 34' Gheorghe Hagi 89' Florin Răducioiu | Rose Bowl, Pasadena Toeschouwers: 91.856 Scheidsrechter: Jamal Al-Sharif (SYR) |

|                                                                 |                                               |           |                     |                                                                             |
| 22 juni WK-eindronde Groep A № 251 «onderlinge duels» 16:35 uur | Verenigde Staten                              | 2 – 1     | Colombia            | Rose Bowl, Pasadena Toeschouwers: 93.194 Scheidsrechter: Fabio Baldas (ITA) |
| 22 juni WK-eindronde Groep A № 251 «onderlinge duels» 16:35 uur | Andrés Escobar 34' (e.d.) Earnest Stewart 52' | (details) | 89' Adolfo Valencia | Rose Bowl, Pasadena Toeschouwers: 93.194 Scheidsrechter: Fabio Baldas (ITA) |

|                                                                 |                                      |           |             |                                                                                        |
| 26 juni WK-eindronde Groep A № 251 «onderlinge duels» 13:05 uur | Colombia                             | 2 – 0     | Zwitserland | Stanford Stadium, Palo Alto Toeschouwers: 83.769 Scheidsrechter: Peter Mikkelsen (DEN) |
| 26 juni WK-eindronde Groep A № 251 «onderlinge duels» 13:05 uur | Hermán Gaviria 44' Harold Lozano 90' | (details) |             | Stanford Stadium, Palo Alto Toeschouwers: 83.769 Scheidsrechter: Peter Mikkelsen (DEN) |

|  |  |  |  |  |  |  |  |  |

### 1995
|                                                             |               |       |          |                                                                                          |
| 31 januari Carlsberg Cup № 253 «onderlinge duels» 14:00 uur | Zuid-Korea    | 1 – 0 | Colombia | Hong Kong Stadium, Hongkong Toeschouwers: 29.296 Scheidsrechter: Cheung Chung-Ping (HKG) |
| 31 januari Carlsberg Cup № 253 «onderlinge duels» 14:00 uur | Choi Yong-Soo |       |          | Hong Kong Stadium, Hongkong Toeschouwers: 29.296 Scheidsrechter: Cheung Chung-Ping (HKG) |

|                          |                  |       |                                                       |                                                                                      |
| 4 februari Carlsberg Cup | Hong Kong League | 1 – 3 | Colombia                                              | Hong Kong Stadium, Hongkong Toeschouwers: 29.296 Scheidsrechter: Chan Yam-Ming (HKG) |
| 4 februari Carlsberg Cup | Dale Tempest 72' |       | 4' Héctor Botero 77' Víctor Pacheco 84' Luis Quiñónez | Hong Kong Stadium, Hongkong Toeschouwers: 29.296 Scheidsrechter: Chan Yam-Ming (HKG) |

|                                                       |           |       |          |                                                                            |
| 8 februari Vriendschappelijk № 254 «onderlinge duels» | Australië | 0 – 0 | Colombia | Lang Park, Brisbane Toeschouwers: 13.212 Scheidsrechter: John Fraser (AUS) |
| 8 februari Vriendschappelijk № 254 «onderlinge duels» |           |       |          | Lang Park, Brisbane Toeschouwers: 13.212 Scheidsrechter: John Fraser (AUS) |

|                                                        |           |                     |          |                                                                                            |
| 11 februari Vriendschappelijk № 255 «onderlinge duels» | Australië | 0 – 1               | Colombia | Sydney Football Stadium, Sydney Toeschouwers: 15.000 Scheidsrechter: Eugene Brazzale (AUS) |
| 11 februari Vriendschappelijk № 255 «onderlinge duels» |           | 66' Hamilton Ricard |          | Sydney Football Stadium, Sydney Toeschouwers: 15.000 Scheidsrechter: Eugene Brazzale (AUS) |

|                                                     |                                       |       |                      |                                                                                              |
| 22 maart Vriendschappelijk № 256 «onderlinge duels» | Colombia                              | 2 – 1 | Uruguay              | Estadio Anastasio Girardot, Medellín Toeschouwers: 30.000 Scheidsrechter: Felipe Russi (COL) |
| 22 maart Vriendschappelijk № 256 «onderlinge duels» | Wilmer Cabrera 20' Jorge Bermúdez 87' |       | 53' Osvaldo Canobbio | Estadio Anastasio Girardot, Medellín Toeschouwers: 30.000 Scheidsrechter: Felipe Russi (COL) |

|                                         |                   |       |         |                                                                                            |
| 17 juni US Cup № 257 «onderlinge duels» | Colombia          | 1 – 0 | Nigeria | Rutgers Stadium, Piscataway Toeschouwers: 15.216 Scheidsrechter: Esfandiar Barhamast (USA) |
| 17 juni US Cup № 257 «onderlinge duels» | Gabriel Gómez 87' |       |         | Rutgers Stadium, Piscataway Toeschouwers: 15.216 Scheidsrechter: Esfandiar Barhamast (USA) |

|                                         |        |       |          |                                                                                               |
| 21 juni US Cup № 258 «onderlinge duels» | Mexico | 0 – 0 | Colombia | RFK Memorial Stadium, Washington DC Toeschouwers: 20.432 Scheidsrechter: Raul Dominguez (USA) |
| 21 juni US Cup № 258 «onderlinge duels» |        |       |          | RFK Memorial Stadium, Washington DC Toeschouwers: 20.432 Scheidsrechter: Raul Dominguez (USA) |

|                                         |                  |       |          |                                                                                       |
| 25 juni US Cup № 259 «onderlinge duels» | Verenigde Staten | 0 – 0 | Colombia | Rutgers Stadium, Piscataway Toeschouwers: 36.126 Scheidsrechter: Raúl Rodríguez (ESA) |
| 25 juni US Cup № 259 «onderlinge duels» |                  |       |          | Rutgers Stadium, Piscataway Toeschouwers: 36.126 Scheidsrechter: Raúl Rodríguez (ESA) |

| Copa América 1995 |
| ----------------- |

|                                                      |                       |       |                      |                                                                                                |
| 7 juli Copa América Groep B № 260 «onderlinge duels» | Colombia              | 1 – 1 | Peru                 | Estadio Atilio Paiva Olivera, Rivera Toeschouwers: 5.000 Scheidsrechter: Ernesto Filippi (URU) |
| 7 juli Copa América Groep B № 260 «onderlinge duels» | Faustino Asprilla 68' |       | 80' Roberto Palacios | Estadio Atilio Paiva Olivera, Rivera Toeschouwers: 5.000 Scheidsrechter: Ernesto Filippi (URU) |

|                                                       |                   |       |         |                                                                                           |
| 10 juli Copa América Groep B № 261 «onderlinge duels» | Colombia          | 1 – 0 | Ecuador | Estadio Atilio Paiva Olivera, Rivera Toeschouwers: 8.000 Scheidsrechter: Pablo Peña (BOL) |
| 10 juli Copa América Groep B № 261 «onderlinge duels» | Freddy Rincón 44' |       |         | Estadio Atilio Paiva Olivera, Rivera Toeschouwers: 8.000 Scheidsrechter: Pablo Peña (BOL) |

|                                                       |                                                      |       |          |                                                                                                 |
| 13 juli Copa América Groep B № 262 «onderlinge duels» | Brazilië                                             | 3 – 0 | Colombia | Estadio Atilio Paiva Olivera, Rivera Toeschouwers: 10.000 Scheidsrechter: Ernesto Filippi (URU) |
| 13 juli Copa América Groep B № 262 «onderlinge duels» | Leonardo 30' Túlio Costa 76' René Higuita 85' (e.d.) |       |          | Estadio Atilio Paiva Olivera, Rivera Toeschouwers: 10.000 Scheidsrechter: Ernesto Filippi (URU) |

|                                                           |                                                                              |       |                                                                            |                                                                                               |
| 16 juli Copa América Kwartfinale № 263 «onderlinge duels» | Colombia                                                                     | 1 – 1 | Paraguay                                                                   | Estadio Centenario, Montevideo Toeschouwers: 25.000 Scheidsrechter: Salvador Imperatore (CHI) |
| 16 juli Copa América Kwartfinale № 263 «onderlinge duels» | Freddy Rincón 53'                                                            |       | 26' Juan Villamayor                                                        | Estadio Centenario, Montevideo Toeschouwers: 25.000 Scheidsrechter: Salvador Imperatore (CHI) |
| 16 juli Copa América Kwartfinale № 263 «onderlinge duels» | Strafschoppen                                                                |       |                                                                            | Estadio Centenario, Montevideo Toeschouwers: 25.000 Scheidsrechter: Salvador Imperatore (CHI) |
| 16 juli Copa América Kwartfinale № 263 «onderlinge duels» | Freddy Rincón Alexis Mendoza Níver Arboleda Wilmer Cabrera Faustino Asprilla | 5 - 4 | Juan Ramón Jara Roberto Acuña Adriano Samaniego Edgar Denis Carlos Gamarra | Estadio Centenario, Montevideo Toeschouwers: 25.000 Scheidsrechter: Salvador Imperatore (CHI) |

|                                                            |                                        |       |          |                                                                                         |
| 19 juli Copa América Halve finale № 264 «onderlinge duels» | Uruguay                                | 2 – 0 | Colombia | Estadio Centenario, Montevideo Toeschouwers: 20.000 Scheidsrechter: Félix Benegas (PAR) |
| 19 juli Copa América Halve finale № 264 «onderlinge duels» | Edgardo Adinolfi 51' Marcelo Otero 70' |       |          | Estadio Centenario, Montevideo Toeschouwers: 20.000 Scheidsrechter: Félix Benegas (PAR) |

|                                                            |                                                                                 |       |                          |                                                                                                   |
| 22 juli Copa América Troostfinale № 265 «onderlinge duels» | Colombia                                                                        | 4 – 1 | Verenigde Staten         | Estadio Campus Municipal, Maldonado Toeschouwers: 2.500 Scheidsrechter: Salvador Imperatore (CHI) |
| 22 juli Copa América Troostfinale № 265 «onderlinge duels» | Luis Quiñónez 30' Carlos Valderrama 38' Faustino Asprilla 50' Freddy Rincón 76' |       | 52' (pen.) Joe-Max Moore | Estadio Campus Municipal, Maldonado Toeschouwers: 2.500 Scheidsrechter: Salvador Imperatore (CHI) |

|  |  |  |  |  |  |  |  |  |

|                                                        |          |       |          |                                                                               |
| 6 september Vriendschappelijk № 266 «onderlinge duels» | Engeland | 0 – 0 | Colombia | Wembley Stadium, Londen Toeschouwers: 20.038 Scheidsrechter: Marc Batta (FRA) |
| 6 september Vriendschappelijk № 266 «onderlinge duels» |          |       |          | Wembley Stadium, Londen Toeschouwers: 20.038 Scheidsrechter: Marc Batta (FRA) |

|                                                       |            |       |          |                                                                                                 |
| 11 oktober Vriendschappelijk № 267 «onderlinge duels» | Argentinië | 0 – 0 | Colombia | Estadio Monumental, Buenos Aires Toeschouwers: 25.000 Scheidsrechter: Eduardo Dluzniewski (URU) |
| 11 oktober Vriendschappelijk № 267 «onderlinge duels» |            |       |          | Estadio Monumental, Buenos Aires Toeschouwers: 25.000 Scheidsrechter: Eduardo Dluzniewski (URU) |

|                                                       |                             |       |                    |                                                                               |
| 26 oktober Vriendschappelijk № 268 «onderlinge duels» | China                       | 2 – 1 | Colombia           | Workers Stadium, Peking Toeschouwers: 60.000 Scheidsrechter: Gang Huang (CHN) |
| 26 oktober Vriendschappelijk № 268 «onderlinge duels» | Haidong Hao 36' Bing Li 67' |       | 38' Alexis Mendoza | Workers Stadium, Peking Toeschouwers: 60.000 Scheidsrechter: Gang Huang (CHN) |

|                                                        |                                 |       |                                           |                                                                                          |
| 30 november Vriendschappelijk № 269 «onderlinge duels» | Mexico                          | 2 – 2 | Colombia                                  | Memorial Coliseum, Los Angeles Toeschouwers: 44.500 Scheidsrechter: Arturo Angeles (USA) |
| 30 november Vriendschappelijk № 269 «onderlinge duels» | Victor Ruíz 12' Luis García 74' |       | 22' Iván Valenciano 80' Oswaldo Mackenzie | Memorial Coliseum, Los Angeles Toeschouwers: 44.500 Scheidsrechter: Arturo Angeles (USA) |

|                                                        |                                                        |       |                  |                                                                                        |
| 20 december Vriendschappelijk № 270 «onderlinge duels» | Brazilië                                               | 3 – 1 | Colombia         | Estadio Vivaldo Lima, Manaus Toeschouwers: 35.000 Scheidsrechter: Márcio Rezende (BRA) |
| 20 december Vriendschappelijk № 270 «onderlinge duels» | Túlio Costa 48' Carlinhos Paulista 82' Túlio Costa 87' |       | 32' Oscar Pareja | Estadio Vivaldo Lima, Manaus Toeschouwers: 35.000 Scheidsrechter: Márcio Rezende (BRA) |

### 1996
|                                                    |                                         |       |                  |                                                                              |
| 6 maart Vriendschappelijk № 271 «onderlinge duels» | Colombia                                | 2 – 1 | Honduras         | Orange Bowl, Miami Toeschouwers: 12.000 Scheidsrechter: Raul Dominguez (USA) |
| 6 maart Vriendschappelijk № 271 «onderlinge duels» | Iván Valenciano 34' Iván Valenciano 81' |       | 13' Milton Nuñez | Orange Bowl, Miami Toeschouwers: 12.000 Scheidsrechter: Raul Dominguez (USA) |

|                                                     |                                                         |       |                    |                                                                                                  |
| 21 maart Vriendschappelijk № 272 «onderlinge duels» | Colombia                                                | 3 – 0 | Trinidad en Tobago | Estadio Guillermo Plazas Alcid, Neiva Toeschouwers: 10.000 Scheidsrechter: Rafael Sanabria (COL) |
| 21 maart Vriendschappelijk № 272 «onderlinge duels» | Luis Quiñónez 26' Adolfo Valencia 40' Luis Quiñónez 63' |       |                    | Estadio Guillermo Plazas Alcid, Neiva Toeschouwers: 10.000 Scheidsrechter: Rafael Sanabria (COL) |

|                                                     |                                                                                  |       |                   |                                                                                             |
| 28 maart Vriendschappelijk № 273 «onderlinge duels» | Colombia                                                                         | 4 – 1 | Bolivia           | Estadio Atanasio Girardot, Medellín Toeschouwers: 25.500 Scheidsrechter: Felipe Russi (COL) |
| 28 maart Vriendschappelijk № 273 «onderlinge duels» | Adolfo Valencia 11' Alexis Mendoza 32' Faustino Asprilla 37' Adolfo Valencia 38' |       | 10' Óscar Sánchez | Estadio Atanasio Girardot, Medellín Toeschouwers: 25.500 Scheidsrechter: Felipe Russi (COL) |

|                                                   |                       |       |          |                                                                                                 |
| 24 april WK-kwalificatie № 274 «onderlinge duels» | Colombia              | 1 – 0 | Paraguay | Estadio Metropolitano, Barranquilla Toeschouwers: 60.000 Scheidsrechter: Javier Castrilli (ARG) |
| 24 april WK-kwalificatie № 274 «onderlinge duels» | Faustino Asprilla 55' |       |          | Estadio Metropolitano, Barranquilla Toeschouwers: 60.000 Scheidsrechter: Javier Castrilli (ARG) |

|                                                   |                       |       |           |                                                                             |
| 29 mei Vriendschappelijk № 275 «onderlinge duels» | Colombia              | 1 – 0 | Schotland | Orange Bowl, Miami Toeschouwers: 8.500 Scheidsrechter: Raul Dominguez (USA) |
| 29 mei Vriendschappelijk № 275 «onderlinge duels» | Faustino Asprilla 82' |       |           | Orange Bowl, Miami Toeschouwers: 8.500 Scheidsrechter: Raul Dominguez (USA) |

|                                                 |                  |       |                        |                                                                                 |
| 2 juni WK-kwalificatie № 276 «onderlinge duels» | Peru             | 1 – 1 | Colombia               | Estadio Nacional, Lima Toeschouwers: 43.345 Scheidsrechter: Alfredo Rodas (ECU) |
| 2 juni WK-kwalificatie № 276 «onderlinge duels» | Juan Reynoso 47' |       | 60' Víctor Aristizábal | Estadio Nacional, Lima Toeschouwers: 43.345 Scheidsrechter: Alfredo Rodas (ECU) |

|                                                 |                                                                |       |                    |                                                                                               |
| 7 juli WK-kwalificatie № 277 «onderlinge duels» | Colombia                                                       | 3 – 1 | Uruguay            | Estadio Metropolitano, Barranquilla Toeschouwers: 36.169 Scheidsrechter: Roberto Ruscio (ARG) |
| 7 juli WK-kwalificatie № 277 «onderlinge duels» | Faustino Asprilla 7' Carlos Valderrama 20' Antony de Ávila 78' |       | 57' Gabriel Cedrés | Estadio Metropolitano, Barranquilla Toeschouwers: 36.169 Scheidsrechter: Roberto Ruscio (ARG) |

|                                                      |                                                                                     |       |                          |                                                                                                |
| 1 september WK-kwalificatie № 278 «onderlinge duels» | Colombia                                                                            | 4 – 1 | Chili                    | Estadio Metropolitano, Barranquilla Toeschouwers: 34.000 Scheidsrechter: Sidrack Marinho (BRA) |
| 1 september WK-kwalificatie № 278 «onderlinge duels» | Faustino Asprilla 3' Faustino Asprilla 31' Jorge Bermúdez 43' Faustino Asprilla 47' |       | 56' (pen.) Iván Zamorano | Estadio Metropolitano, Barranquilla Toeschouwers: 34.000 Scheidsrechter: Sidrack Marinho (BRA) |

|                                                    |         |                       |          |                                                                                               |
| 9 oktober WK-kwalificatie № 279 «onderlinge duels» | Ecuador | 0 – 1                 | Colombia | Estadio Olímpico Atahualpa, Quito Toeschouwers: 45.000 Scheidsrechter: Horacio Elizondo (ARG) |
| 9 oktober WK-kwalificatie № 279 «onderlinge duels» |         | 72' Faustino Asprilla |          | Estadio Olímpico Atahualpa, Quito Toeschouwers: 45.000 Scheidsrechter: Horacio Elizondo (ARG) |

|                                                       |                                             |       |                    |                                                                                       |
| 1 november Vriendschappelijk № 280 «onderlinge duels» | Colombia                                    | 2 – 1 | Honduras           | Shea Stadium, New York Toeschouwers: 31.110 Scheidsrechter: Esfandiar Baharmast (USA) |
| 1 november Vriendschappelijk № 280 «onderlinge duels» | John Mario Ramírez 41' Juan Pablo Ángel 68' |       | 73' Enrique Reneau | Shea Stadium, New York Toeschouwers: 31.110 Scheidsrechter: Esfandiar Baharmast (USA) |

|                                                      |                                          |       |                                             |                                                                                      |
| 10 november WK-kwalificatie № 281 «onderlinge duels» | Bolivia                                  | 2 – 2 | Colombia                                    | Estadio Hernándo Siles, La Paz Toeschouwers: 43.173 Scheidsrechter: José Arana (PER) |
| 10 november WK-kwalificatie № 281 «onderlinge duels» | Marco Antonio Sandy 16' Jaime Moreno 44' |       | 39' (pen.) Mauricio Serna 54' Freddy Rincón | Estadio Hernándo Siles, La Paz Toeschouwers: 43.173 Scheidsrechter: José Arana (PER) |

|                                                        |                                                                         |       |                |                                                                                       |
| 23 november Vriendschappelijk № 282 «onderlinge duels» | Zuid-Korea                                                              | 4 – 1 | Colombia       | Suwon Civic Stadium, Suwon Toeschouwers: 8.275 Scheidsrechter: Mohamed Abdullah (MAS) |
| 23 november Vriendschappelijk № 282 «onderlinge duels» | Hwang Seon-Hong 51' Hwang Seon-Hong 62' Kim Do-Hoon 75' Park Tae-Ha 87' |       | 70' Juan Villa | Suwon Civic Stadium, Suwon Toeschouwers: 8.275 Scheidsrechter: Mohamed Abdullah (MAS) |

|                                                      |           |                                       |          |                                                                                               |
| 15 december WK-kwalificatie № 283 «onderlinge duels» | Venezuela | 0 – 2                                 | Colombia | Estadio Pueblo Nuevo, San Cristobál Toeschouwers: 25.000 Scheidsrechter: Eduardo Gamboa (CHI) |
| 15 december WK-kwalificatie № 283 «onderlinge duels» |           | 7' Jorge Bermúdez 50' Iván Valenciano |          | Estadio Pueblo Nuevo, San Cristobál Toeschouwers: 25.000 Scheidsrechter: Eduardo Gamboa (CHI) |

### 1997
|                                                       |                       |       |           | |
| 8 februari Vriendschappelijk № 284 «onderlinge duels» | Colombia              | 1 – 0 | Slowakije | Estadio Hernán Ramírez Villegas, Pereira Toeschouwers: 18.000 Scheidsrechter: Julio Idarraga (COL) |
| 8 februari Vriendschappelijk № 284 «onderlinge duels» | Faustino Asprilla 52' |       |           | Estadio Hernán Ramírez Villegas, Pereira Toeschouwers: 18.000 Scheidsrechter: Julio Idarraga (COL) |

|                                                      |          |                   |            |                                                                                                |
| 12 februari WK-kwalificatie № 285 «onderlinge duels» | Colombia | 0 – 1             | Argentinië | Estadio Metropolitano, Barranquilla Toeschouwers: 50.000 Scheidsrechter: Antônio Pereira (BRA) |
| 12 februari WK-kwalificatie № 285 «onderlinge duels» |          | 10' Claudio López |            | Estadio Metropolitano, Barranquilla Toeschouwers: 50.000 Scheidsrechter: Antônio Pereira (BRA) |

|                                                  |                                   |       |                           |                                                                                                   |
| 2 april WK-kwalificatie № 286 «onderlinge duels» | Paraguay                          | 2 – 1 | Colombia                  | Estadio Defensores del Chaco, Asunción Toeschouwers: 37.297 Scheidsrechter: Wilson Mendonça (BRA) |
| 2 april WK-kwalificatie № 286 «onderlinge duels» | Carlos Gamarra 6' Derlis Soto 57' |       | 55' (pen.) Mauricio Serna | Estadio Defensores del Chaco, Asunción Toeschouwers: 37.297 Scheidsrechter: Wilson Mendonça (BRA) |

|                                                   |          |                 |      |                                                                                               |
| 30 april WK-kwalificatie № 287 «onderlinge duels» | Colombia | 0 – 1           | Peru | Estadio Metropolitano, Barranquilla Toeschouwers: 22.172 Scheidsrechter: Márcio Rezende (BRA) |
| 30 april WK-kwalificatie № 287 «onderlinge duels» |          | 62' José Pereda |      | Estadio Metropolitano, Barranquilla Toeschouwers: 22.172 Scheidsrechter: Márcio Rezende (BRA) |

|                                                 |                |       |                     |                                                                                             |
| 8 juni WK-kwalificatie № 288 «onderlinge duels» | Uruguay        | 1 – 1 | Colombia            | Estadio Centenario, Montevideo Toeschouwers: 37.200 Scheidsrechter: Francisco Dacildo (BRA) |
| 8 juni WK-kwalificatie № 288 «onderlinge duels» | Darío Silva 6' |       | 47' Hamilton Ricard | Estadio Centenario, Montevideo Toeschouwers: 37.200 Scheidsrechter: Francisco Dacildo (BRA) |

| Copa América 1997 |
| ----------------- |

|                                                       |                                      |       |                     |                                                                                                |
| 13 juni Copa América Groep C № 289 «onderlinge duels» | Mexico                               | 2 – 1 | Colombia            | Estadio Ramón Aguilera, Santa Cruz Toeschouwers: 35.000 Scheidsrechter: Horacio Elizondo (ARG) |
| 13 juni Copa América Groep C № 289 «onderlinge duels» | Luis Hernández 7' Luis Hernández 11' |       | 58' Hamilton Ricard | Estadio Ramón Aguilera, Santa Cruz Toeschouwers: 35.000 Scheidsrechter: Horacio Elizondo (ARG) |

|                                                       |                                                                                         |       |                     |                                                                                                   |
| 16 juni Copa América Groep C № 290 «onderlinge duels» | Colombia                                                                                | 4 – 1 | Costa Rica          | Estadio Ramón Aguilera, Santa Cruz Toeschouwers: 25.000 Scheidsrechter: Esfandiar Baharmast (USA) |
| 16 juni Copa América Groep C № 290 «onderlinge duels» | Neider Morantes 13' Neider Morantes 23' Wilmer Cabrera 61' (pen) Víctor Aristizábal 78' |       | 66' Mauricio Wright | Estadio Ramón Aguilera, Santa Cruz Toeschouwers: 25.000 Scheidsrechter: Esfandiar Baharmast (USA) |

|                                                       |                       |       |          |                                                                                                 |
| 19 juni Copa América Groep C № 291 «onderlinge duels» | Brazilië              | 2 – 0 | Colombia | Estadio Ramón Aguilera, Santa Cruz Toeschouwers: 30.000 Scheidsrechter: Epifanio González (PAR) |
| 19 juni Copa América Groep C № 291 «onderlinge duels» | Dunga 10' Edmundo 67' |       |          | Estadio Ramón Aguilera, Santa Cruz Toeschouwers: 30.000 Scheidsrechter: Epifanio González (PAR) |

|                                                           |                                       |       |                    |                                                                                            |
| 21 juni Copa América Kwartfinale № 292 «onderlinge duels» | Bolivia                               | 2 – 1 | Colombia           | Estadio Hernando Siles, La Paz Toeschouwers: 30.000 Scheidsrechter: Horacio Elizondo (ARG) |
| 21 juni Copa América Kwartfinale № 292 «onderlinge duels» | Marco Etcheverry 3' Erwin Sánchez 23' |       | 56' Hermán Gaviria | Estadio Hernando Siles, La Paz Toeschouwers: 30.000 Scheidsrechter: Horacio Elizondo (ARG) |

|  |  |  |  |  |  |  |  |  |

|                                                 |                                                                         |       |                     |                                                                                       |
| 5 juli WK-kwalificatie № 293 «onderlinge duels» | Chili                                                                   | 4 – 1 | Colombia            | Estadio Nacional, Santiago Toeschouwers: 70.647 Scheidsrechter: Paolo Borgosano (VEN) |
| 5 juli WK-kwalificatie № 293 «onderlinge duels» | Marcelo Salas 16' Marcelo Salas 26' Marcelo Salas 41' Iván Zamorano 90' |       | 52' Hamilton Ricard | Estadio Nacional, Santiago Toeschouwers: 70.647 Scheidsrechter: Paolo Borgosano (VEN) |

|                                                  |                     |       |         |                                                                                               |
| 20 juli WK-kwalificatie № 294 «onderlinge duels» | Colombia            | 1 – 0 | Ecuador | Estadio Metropolitano, Barranquilla Toeschouwers: 35.000 Scheidsrechter: Márcio Rezende (BRA) |
| 20 juli WK-kwalificatie № 294 «onderlinge duels» | Antony de Ávila 87' |       |         | Estadio Metropolitano, Barranquilla Toeschouwers: 35.000 Scheidsrechter: Márcio Rezende (BRA) |

|                                                       |                     |       |          |                                                                                          |
| 6 augustus Vriendschappelijk № 295 «onderlinge duels» | Jamaica             | 1 – 0 | Colombia | Independence Park, Kingston Toeschouwers: 15.000 Scheidsrechter: Peter Prendergast (JAM) |
| 6 augustus Vriendschappelijk № 295 «onderlinge duels» | Ricardo Gardner 55' |       |          | Independence Park, Kingston Toeschouwers: 15.000 Scheidsrechter: Peter Prendergast (JAM) |

|                                                      |                                                                |       |         |                                                                                                 |
| 20 augustus WK-kwalificatie № 296 «onderlinge duels» | Colombia                                                       | 3 – 0 | Bolivia | Estadio Metropolitano, Barranquilla Toeschouwers: 25.912 Scheidsrechter: Cláudio Vinícius (BRA) |
| 20 augustus WK-kwalificatie № 296 «onderlinge duels» | Antony de Ávila 1' Carlos Valderrama 30' Faustino Asprilla 76' |       |         | Estadio Metropolitano, Barranquilla Toeschouwers: 25.912 Scheidsrechter: Cláudio Vinícius (BRA) |

|                                                        |                                    |       |                        |                                                                                  |
| 24 augustus Vriendschappelijk № 297 «onderlinge duels» | Peru                               | 2 – 1 | Colombia               | Estadio Nacional, Lima Toeschouwers: 15.000 Scheidsrechter: Víctor Mayorga (PER) |
| 24 augustus Vriendschappelijk № 297 «onderlinge duels» | José Pereda 25' Roberto Farfán 40' |       | 28' John Mario Ramírez | Estadio Nacional, Lima Toeschouwers: 15.000 Scheidsrechter: Víctor Mayorga (PER) |

|                                                        |                                       |       |                                          |                                                                               |
| 7 september Vriendschappelijk № 298 «onderlinge duels» | Colombia                              | 2 – 2 | El Salvador                              | Giants Stadium, East Rutherford Toeschouwers: 25.000 Scheidsrechter: onbekend |
| 7 september Vriendschappelijk № 298 «onderlinge duels» | Ricardo Pérez 48' Everth Palacios 69' |       | 6' Alexánder Amaya 79' Wilfredo Sanabria | Giants Stadium, East Rutherford Toeschouwers: 25.000 Scheidsrechter: onbekend |

|                                                       |                    |       |           | |
| 10 september WK-kwalificatie № 299 «onderlinge duels» | Colombia           | 1 – 0 | Venezuela | Estadio Metropolitano, Barranquilla Toeschouwers: 35.000 Scheidsrechter: Carlos Elias Pimentel (BRA) |
| 10 september WK-kwalificatie № 299 «onderlinge duels» | Wilmer Cabrera 67' |       |           | Estadio Metropolitano, Barranquilla Toeschouwers: 35.000 Scheidsrechter: Carlos Elias Pimentel (BRA) |

|                                                      |           |       |          |                                                                                     |
| 8 oktober Vriendschappelijk № 300 «onderlinge duels» | Noorwegen | 0 – 0 | Colombia | Ullevaal Stadion, Oslo Toeschouwers: 18.028 Scheidsrechter: Karl-Erik Nilsson (SWE) |
| 8 oktober Vriendschappelijk № 300 «onderlinge duels» |           |       |          | Ullevaal Stadion, Oslo Toeschouwers: 18.028 Scheidsrechter: Karl-Erik Nilsson (SWE) |

|                                                      |                      |       |                       | |
| 16 november WK-kwalificatie № 301 «onderlinge duels» | Argentinië           | 1 – 1 | Colombia              | Estadio Alberto J. Armando, Buenos Aires Toeschouwers: 40.000 Scheidsrechter: Márcio Rezende (BRA) |
| 16 november WK-kwalificatie № 301 «onderlinge duels» | Fernando Cáceres 79' |       | 20' Carlos Valderrama | Estadio Alberto J. Armando, Buenos Aires Toeschouwers: 40.000 Scheidsrechter: Márcio Rezende (BRA) |

### 1998
|                                                     |          |       |             |                                                                                   |
| 25 maart Vriendschappelijk № 302 «onderlinge duels» | Colombia | 0 – 0 | Joegoslavië | Estadio El Campín, Bogota Toeschouwers: 25.000 Scheidsrechter: Byron Moreno (ECU) |
| 25 maart Vriendschappelijk № 302 «onderlinge duels» |          |       |             | Estadio El Campín, Bogota Toeschouwers: 25.000 Scheidsrechter: Byron Moreno (ECU) |

|                                                     |                |       |                          |                                                                             |
| 29 maart Vriendschappelijk № 303 «onderlinge duels» | Colombia       | 1 – 1 | Paraguay                 | Yale Bowl, New Haven Toeschouwers: 25.000 Scheidsrechter: Kevin Terry (USA) |
| 29 maart Vriendschappelijk № 303 «onderlinge duels» | Alex Comas 12' |       | 43' Miguel Ángel Benítez | Yale Bowl, New Haven Toeschouwers: 25.000 Scheidsrechter: Kevin Terry (USA) |

|                                                     |                                     |       |                                         |                                                                                        |
| 22 april Vriendschappelijk № 304 «onderlinge duels» | Chili                               | 2 – 2 | Colombia                                | Estadio Nacional, Santiago Toeschouwers: 30.000 Scheidsrechter: Horacio Elizondo (ARG) |
| 22 april Vriendschappelijk № 304 «onderlinge duels» | Javier Margas 21' Marcelo Salas 84' |       | 79' Léider Preciado 82' Léider Preciado | Estadio Nacional, Santiago Toeschouwers: 30.000 Scheidsrechter: Horacio Elizondo (ARG) |

|                                                   |                                                |       |                                   |                                                                                       |
| 23 mei Vriendschappelijk № 305 «onderlinge duels» | Colombia                                       | 2 – 2 | Schotland                         | Giants Stadium, East Rutherford Toeschouwers: 56.404 Scheidsrechter: Brian Hall (USA) |
| 23 mei Vriendschappelijk № 305 «onderlinge duels» | Carlos Valderrama 22' (pen.) Freddy Rincón 79' |       | 25' John Collins 33' Craig Burley | Giants Stadium, East Rutherford Toeschouwers: 56.404 Scheidsrechter: Brian Hall (USA) |

|                                                   |                                                           |       |                              |                                                                                         |
| 30 mei Vriendschappelijk № 306 «onderlinge duels» | Duitsland                                                 | 3 – 1 | Colombia                     | Waldstadion, Frankfurt am Main Toeschouwers: 50.000 Scheidsrechter: Atanas Uzunov (BUL) |
| 30 mei Vriendschappelijk № 306 «onderlinge duels» | Oliver Bierhoff 1' Oliver Bierhoff 16' Andreas Möller 46' |       | 87' (pen.) Carlos Valderrama | Waldstadion, Frankfurt am Main Toeschouwers: 50.000 Scheidsrechter: Atanas Uzunov (BUL) |

|                                                   |                                   |       |          |                                                                                                 |
| 3 juni Vriendschappelijk № 307 «onderlinge duels» | België                            | 2 – 0 | Colombia | Koning Boudewijn Stadion, Brussel Toeschouwers: 15.000 Scheidsrechter: Stefan Ormandzhiev (BUL) |
| 3 juni Vriendschappelijk № 307 «onderlinge duels» | Danny Boffin 15' Marc Wilmots 31' |       |          | Koning Boudewijn Stadion, Brussel Toeschouwers: 15.000 Scheidsrechter: Stefan Ormandzhiev (BUL) |

| WK voetbal 1998 |
| --------------- |

|                                                       |                 |           |          |                                                                              |
| 15 juni WK-eindronde Groep G № 308 «onderlinge duels» | Roemenië        | 1 – 0     | Colombia | Stade Gerland, Lyon Toeschouwers: 37.572 Scheidsrechter: Lim Kee Chong (MAU) |
| 15 juni WK-eindronde Groep G № 308 «onderlinge duels» | Adrian Ilie 45' | (details) |          | Stade Gerland, Lyon Toeschouwers: 37.572 Scheidsrechter: Lim Kee Chong (MAU) |

|                                                       |                     |           |         |                                                                                            |
| 22 juni WK-eindronde Groep G № 309 «onderlinge duels» | Colombia            | 1 – 0     | Tunesië | Stade de la Mosson, Montpellier Toeschouwers: 29.800 Scheidsrechter: Bernd Heynemann (GER) |
| 22 juni WK-eindronde Groep G № 309 «onderlinge duels» | Léider Preciado 83' | (details) |         | Stade de la Mosson, Montpellier Toeschouwers: 29.800 Scheidsrechter: Bernd Heynemann (GER) |

|                                                       |                                       |           |          |                                                                                            |
| 26 juni WK-eindronde Groep G № 310 «onderlinge duels» | Engeland                              | 2 – 0     | Colombia | Stade Félix Bollaert, Lens Toeschouwers: 38.100 Scheidsrechter: Arturo Brizio Carter (MEX) |
| 26 juni WK-eindronde Groep G № 310 «onderlinge duels» | Darren Anderton 20' David Beckham 29' | (details) |          | Stade Félix Bollaert, Lens Toeschouwers: 38.100 Scheidsrechter: Arturo Brizio Carter (MEX) |

|  |  |  |  |  |  |  |  |  |

### 1999
|                                                       |                                                              |       |                                                      |                                                                          |
| 9 februari Vriendschappelijk № 311 «onderlinge duels» | Colombia                                                     | 3 – 3 | Duitsland                                            | Orange Bowl, Miami Toeschouwers: 14.563 Scheidsrechter: Brian Hall (USA) |
| 9 februari Vriendschappelijk № 311 «onderlinge duels» | Faustino Asprilla 26' Faustino Asprilla 68' Iván Córdoba 80' |       | 33' Michael Preetz 56' Michael Preetz 74' Marco Bode | Orange Bowl, Miami Toeschouwers: 14.563 Scheidsrechter: Brian Hall (USA) |

|                                                     |           |       |          | |
| 30 maart Vriendschappelijk № 312 «onderlinge duels» | Venezuela | 0 – 0 | Colombia | Estadio José Pachencho Romero, Maracaibo Toeschouwers: 17.000 Scheidsrechter: Paolo Borgosano (VEN) |
| 30 maart Vriendschappelijk № 312 «onderlinge duels» |           |       |          | Estadio José Pachencho Romero, Maracaibo Toeschouwers: 17.000 Scheidsrechter: Paolo Borgosano (VEN) |

|                                                     |                    |       |                     |                                                                                    |
| 15 april Vriendschappelijk № 313 «onderlinge duels» | Venezuela          | 1 – 1 | Colombia            | Estadio Nacional, Caracas Toeschouwers: 24.000 Scheidsrechter: Gustavo Brand (VEN) |
| 15 april Vriendschappelijk № 313 «onderlinge duels» | Juancho García 68' |       | 50' Neider Morantes | Estadio Nacional, Caracas Toeschouwers: 24.000 Scheidsrechter: Gustavo Brand (VEN) |

|                                                     |          |                                            |          |                                                                                            |
| 22 april Vriendschappelijk № 314 «onderlinge duels» | Paraguay | 0 – 2                                      | Colombia | Estadio Feliciano Cáceres, Luque Toeschouwers: 20.000 Scheidsrechter: Daniel Giménez (ARG) |
| 22 april Vriendschappelijk № 314 «onderlinge duels» |          | 24' Edwin Congo 30' (pen.) Neider Morantes |          | Estadio Feliciano Cáceres, Luque Toeschouwers: 20.000 Scheidsrechter: Daniel Giménez (ARG) |

|                                                   |                    |       |                                   |                                                                                       |
| 29 mei Vriendschappelijk № 315 «onderlinge duels» | Colombia           | 1 – 2 | El Salvador                       | Giants Stadium, East Rutherford Toeschouwers: 43.192 Scheidsrechter: Ali Saheli (USA) |
| 29 mei Vriendschappelijk № 315 «onderlinge duels» | Héctor Hurtado 24' |       | 47' Elías Montes 63' Elías Montes | Giants Stadium, East Rutherford Toeschouwers: 43.192 Scheidsrechter: Ali Saheli (USA) |

|                                                    |                                                                             |       |                                                                   |                                                                                           |
| 17 juni Vriendschappelijk № 316 «onderlinge duels» | Colombia                                                                    | 3 – 3 | Peru                                                              | Estadio Palogrande, Manizales Toeschouwers: 30.000 Scheidsrechter: John Toro Rendón (COL) |
| 17 juni Vriendschappelijk № 316 «onderlinge duels» | Faustino Asprilla 71' Faustino Asprilla 84' (pen) Orlando Ballesteros 90+1' |       | 38' (pen.) Nolberto Solano 46' Roberto Holsen 55' Claudio Pizarro | Estadio Palogrande, Manizales Toeschouwers: 30.000 Scheidsrechter: John Toro Rendón (COL) |

|                                                    |                                        |       |                    |                                                                                                  |
| 24 juni Vriendschappelijk № 317 «onderlinge duels» | Paraguay                               | 2 – 1 | Colombia           | Estadio Defensores del Chaco, Asunción Toeschouwers: 11.000 Scheidsrechter: Claudio Martín (ARG) |
| 24 juni Vriendschappelijk № 317 «onderlinge duels» | Hugo Ovelar 46' Celso Ayala 70' (pen.) |       | 58' Víctor Bonilla | Estadio Defensores del Chaco, Asunción Toeschouwers: 11.000 Scheidsrechter: Claudio Martín (ARG) |

| Copa América 1999 |
| ----------------- |

|                                                      |         |                    |          |                                                                                                 |
| 1 juli Copa América Groep C № 318 «onderlinge duels» | Uruguay | 0 – 1              | Colombia | Estadio General Pablo Rojas, Asunción Toeschouwers: 3.000 Scheidsrechter: Wilson Mendonça (BRA) |
| 1 juli Copa América Groep C № 318 «onderlinge duels» |         | 20' Víctor Bonilla |          | Estadio General Pablo Rojas, Asunción Toeschouwers: 3.000 Scheidsrechter: Wilson Mendonça (BRA) |

|                                                      |            |                                                              |          |                                                                                           |
| 4 juli Copa América Groep C № 319 «onderlinge duels» | Argentinië | 0 – 3                                                        | Colombia | Estadio Feliciano Cáceres, Luque Toeschouwers: 18.000 Scheidsrechter: Ubaldo Aquino (PAR) |
| 4 juli Copa América Groep C № 319 «onderlinge duels» |            | 10' (pen.) Iván Córdoba 79' Edwin Congo 87' Johnnier Montaño |          | Estadio Feliciano Cáceres, Luque Toeschouwers: 18.000 Scheidsrechter: Ubaldo Aquino (PAR) |

|                                                      |                                         |       |                    |                                                                                             |
| 7 juli Copa América Groep C № 320 «onderlinge duels» | Colombia                                | 2 – 1 | Ecuador            | Estadio Feliciano Cáceres, Luque Toeschouwers: 20.000 Scheidsrechter: Masayoshi Okada (JPN) |
| 7 juli Copa América Groep C № 320 «onderlinge duels» | Neider Morantes 36' Hamilton Ricard 39' |       | 49' Ariel Graziani | Estadio Feliciano Cáceres, Luque Toeschouwers: 20.000 Scheidsrechter: Masayoshi Okada (JPN) |

|                                                           |                                    |       |                                                   |                                                                                             |
| 11 juli Copa América Kwartfinale № 321 «onderlinge duels» | Colombia                           | 2 – 3 | Chili                                             | Estadio Feliciano Cáceres, Luque Toeschouwers: 3.000 Scheidsrechter: Benito Archundia (MEX) |
| 11 juli Copa América Kwartfinale № 321 «onderlinge duels» | Jorge Bolaño 8' Víctor Bonilla 35' |       | 25' Pedro Reyes 50' Pedro Reyes 65' Iván Zamorano | Estadio Feliciano Cáceres, Luque Toeschouwers: 3.000 Scheidsrechter: Benito Archundia (MEX) |

|  |  |  |  |  |  |  |  |  |

|                                                        |                                                                    |       |                                                                 |                                                                 |
| 8 september Vriendschappelijk № 322 «onderlinge duels» | Colombia                                                           | 3 – 4 | Trinidad en Tobago                                              | Orange Bowl, Miami Toeschouwers: 6.168 Scheidsrechter: onbekend |
| 8 september Vriendschappelijk № 322 «onderlinge duels» | Iván Valenciano 19' (pen.) Iván Valenciano 62' Iván Valenciano 69' |       | 23' Stern John 52' Arnold Dwarika 59' Stern John 74' Stern John | Orange Bowl, Miami Toeschouwers: 6.168 Scheidsrechter: onbekend |

|                                                       |                                       |       |                         |                                                                                    |
| 13 oktober Vriendschappelijk № 323 «onderlinge duels» | Argentinië                            | 2 – 1 | Colombia                | Estadio Olimpico, Córdoba Toeschouwers: 42.000 Scheidsrechter: Mario Sánchez (CHI) |
| 13 oktober Vriendschappelijk № 323 «onderlinge duels» | Gabriel Batistuta 7' Ariel Ortega 71' |       | 47' (pen.) Iván Córdoba | Estadio Olimpico, Córdoba Toeschouwers: 42.000 Scheidsrechter: Mario Sánchez (CHI) |

|                                                       |          |       |        |                                                                                           |
| 20 oktober Vriendschappelijk № 324 «onderlinge duels» | Colombia | 0 – 0 | Mexico | Qualcomm Stadium, San Diego Toeschouwers: 24.582 Scheidsrechter: Ricardo Valenzuela (USA) |
| 20 oktober Vriendschappelijk № 324 «onderlinge duels» |          |       |        | Qualcomm Stadium, San Diego Toeschouwers: 24.582 Scheidsrechter: Ricardo Valenzuela (USA) |

|                                                        |                            |       |           |                                                                                 |
| 19 november Vriendschappelijk № 325 «onderlinge duels» | Colombia                   | 1 – 0 | Slowakije | Estadio El Campín, Bogota Toeschouwers: 35.000 Scheidsrechter: Óscar Ruiz (COL) |
| 19 november Vriendschappelijk № 325 «onderlinge duels» | Stanislav Varga 66' (e.d.) |       |           | Estadio El Campín, Bogota Toeschouwers: 35.000 Scheidsrechter: Óscar Ruiz (COL) |

Colfútbol · A-internationals · Selecties · Statistieken · Bondscoaches · Colombiaans vrouwenelftal · Olympisch elftal · Colombia U20 · Colombia U17
1938 – 1949 ·
1950 – 1959 ·
1960 – 1969 ·
1970 – 1979 ·
1980 – 1989 ·
1990 – 1999 ·
2000 – 2009 ·
2010 – 2019 ·
2020 – 2029
WK 1962 · 
WK 1990 · 
WK 1994 · 
WK 1998 · 
WK 2014 · 
WK 2018
OS 1968 · 
OS 1972 · 
OS 1980 · 
OS 1992 · 
OS 2016
1938 · 
1939 · 1940 · 1941 · 1942 · 1943 · 1944 · 
1946 · 
1947 · 
1948 · 
1949 · 
1950 · 1951 · 1952 · 1953 · 1954 · 1955 · 1956 · 
1957 · 
1958 · 1959 · 1960 · 
1961 · 
1962 · 
1963 · 
1964 · 
1965 · 
1966 · 
1967 · 
1968 · 
1969 · 
1970 · 
1971 · 
1972 · 
1973 · 
1974 · 
1975 · 
1976 · 
1977 · 
1978 · 
1979 · 
1980 · 
1981 · 
1982 · 
1983 · 
1984 · 
1985 · 
1986 · 
1987 · 
1988 · 
1989 · 
1990 ·
1991 · 
1992 · 
1993 · 
1994 · 
1995 · 
1996 · 
1997 · 
1998 · 
1999 · 
2000 · 
2001 · 
2002 · 
2003 · 
2004 · 
2005 · 
2006 · 
2007 · 
2008 · 
2009 · 
2010 · 
2011 · 
2012 · 
2013 · 
2014 · 
2015 · 
2016 · 
2017 ·
2018 ·
2019 ·
2020 ·
2021
Algerije ·
Argentinië ·
Australië ·
Bahrein ·
België ·
Bolivia · 
Brazilië ·
Canada ·
Chili ·
China · 
Costa Rica ·
Cuba ·
DDR ·
Duitsland ·
Ecuador ·
Egypte ·
El Salvador ·
Engeland ·
Finland ·
Frankrijk ·
Griekenland ·
Guatemala · 
Haïti ·
Honduras ·
Hongarije ·
Hongkong ·
Ierland ·
Irak ·
Israël ·
Ivoorkust ·
Jamaica ·
Japan ·
Joegoslavië ·
Jordanië ·
Kameroen ·
Koeweit · 
Liberia · 
Marokko ·
Mexico ·
Montenegro ·
Nederland ·
Nederlandse Antillen ·
Nicaragua ·
Nieuw-Zeeland · 
Nigeria ·
Noord-Ierland ·
Noorwegen ·
Panama ·
Paraguay ·
Peru ·
Polen ·
Puerto Rico ·
Qatar ·
Roemenië ·
Saoedi-Arabië ·
Schotland ·
Senegal ·
Servië ·
Slovenië ·
Slowakije ·
Sovjet-Unie ·
Spanje ·
Trinidad en Tobago ·
Tsjecho-Slowakije ·
Tunesië · 
Turkije · 
Uruguay ·
Venezuela ·
Verenigde Arabische Emiraten · 
Verenigde Staten ·
Zuid-Afrika ·
Zuid-Korea ·
Zweden ·
Zwitserland
Brazilië (2014) ·
Engeland (2018) ·
Griekenland (2014) ·
Ivoorkust (2014) ·
Japan (2014) ·
Japan (2018) ·
Polen (2018) ·
Senegal (2018) ·
Uruguay (2014)
CONMEBOL: Bolivia · Chili  · Colombia · Ecuador · Uruguay · Venezuela

UEFA: Albanië · Andorra · Armenië · Azerbeidzjan · België · Bosnië en Herzegovina · Bulgarije · Cyprus · Denemarken · (West-)Duitsland · Duitse Democratische Republiek · Engeland · Estland · Faeröer · Finland · Frankrijk · Georgië · Griekenland · Hongarije · IJsland · Ierland · Israël · Italië · Joegoslavië · Kroatië · Letland · Liechtenstein · Litouwen · Luxemburg · Malta · Moldavië · Nederland · Noord-Ierland · Noord-Macedonië · Noorwegen · Oekraïne · Oostenrijk · Polen · Portugal · Roemenië · Rusland · San Marino · Schotland · Slovenië · Slowakije · Sovjet-Unie/GOS ·  Spanje · Tsjechië · Tsjecho-Slowakije · Turkije · Wales · Wit-Rusland · Zweden · Zwitserland

AFC: Kazachstan

CAF: Madagaskar

CONCACAF: Belize · Canada